# Sympotthastia fulva
Sympotthastia fulva är en tvåvingeart som först beskrevs av Oskar Augustus Johannsen 1921.  Sympotthastia fulva ingår i släktet Sympotthastia och familjen fjädermyggor.
Artens utbredningsområde är New York. Enligt den finländska rödlistan är arten sårbar i Finland. Arten har ej påträffats i Sverige. Artens livsmiljö är älvar och åar. Inga underarter finns listade i Catalogue of Life.